# Abdullah Ibrahim
Ne doit pas être confondu avec Abdallah Ibrahim.
Abdullah Ibrahim, de son nom de naissance Adolph Johannes Brand, connu également sous le pseudonyme de Dollar Brand (d'une marque de cigarettes populaires), né le 9 octobre 1934 au Cap (Afrique du Sud), est un pianiste de jazz et compositeur sud-africain.
Lié au mouvement anti-apartheid, il est plusieurs fois arrêté. Après son exil en Europe de 1962 à 1968, devenu un jazzman notoire ayant joué avec d'autres grands jazzmen américains et européens, il retourne s'installer au Cap. Il se convertit à l'islam et prend son nom Abdullah Ibrahim. Mais il doit quitter à nouveau son pays natal une dizaine d'années plus tard, puis y revient à la fin de l'apartheid. 

## Biographie
Adolph Johannes "Dollar" Brand est né au Cap le 9 octobre 1934 et classé « métis » par les lois de l'apartheid. Sa musique reflète la complexité identitaire de son pays, tout comme son patronyme peut évoquer le kaléidoscope originel. Il est exposé très tôt à la diversité culturelle du port maritime de la ville : la musique traditionnelle africaine, les chants Malay du Cap, le carnaval, les succès populaires et les enregistrements de jazz américain,.
Au début des années 1960, Dollar Brand forme un groupe (The Jazz Epistles) avec, entre autres, Hugh Masekela. Ensuite, avec Sathima Bea Benjamin, il part en Europe. À Zurich, où il s'est installé durant trois ans, de 1962 à 1964 au Café Africana, Duke Ellington remarque le pianiste et la chanteuse lors d'un concert et leur permet d'être enregistrés à Paris. Ils emboitent le pas au compositeur, ne désirant pas dans ces années marquées par l'apartheid en Afrique du Sud, retourner pour l'instant dans leur pays natal. Il épouse Bea Benjamin à Londres en 1965. En 1965, Duke Ellington leur permet aussi de jouer au Newport Jazz Festival. Puis Abdullah joue entre autres en solo au Carnegie Hall et Ellington lui permet d'être réellement célèbre lorsqu'il l'inclut dans son orchestre pour une série de concerts au piano. Par la suite, il joue et enregistre avec Elvin Jones, Max Roach, Don Cherry, ou Archie Shepp.
La musique d'Abdullah Ibrahim est intimement liée à l'histoire de la musique noire et de la lutte des populations sud-africaines contre l'apartheid. Elle associe l'influence de la musique de son enfance passée dans le pays, hymnes protestants et musique du Cap, avec un langage basé sur le piano et le blues, liée harmoniquement à Duke Ellington et à Thelonious Monk dans sa texture, une influence newyorkaise,,.
Il revient en Afrique du Sud à la fin des années 1960, se convertit à l'islam et adopte ce nouveau nom d'Abdullah Ibrahim. En 1976, il quitte à nouveau l'Afrique du Sud pour New York , alors que sa composition Mannenberg devient un chant de lutte et l’hymne officieux des émeutes de Soweto en 1976. En 1984, il fonde la formation et le label Ekaya («terre natale du Cap » en langue xhosa ), enregistrant avec cette formation l'album The Balance, tout en se produisant régulièrement en solo,. Il revient à nouveau dans son pays au début des années 1990, avec la fin de l'apartheid.
En 2016, à l'Emperors Palace, à Johannesbourg, Ibrahim et Hugh Masekela se produisent ensemble pour la première fois depuis 60 ans, réunissant les Jazz Epistles pour commémorer le 40e anniversaire des manifestations historiques de la jeunesse du 16 juin 1976 à Soweto.

## Discographie
- 1960: Jazz Epistle Verse 1
- 1964: Duke Ellington presents The Dollar Brand Trio
- 1965: The Dream
- 1965: Anatomy of a South African Village (Black Lion Records)
- 1965: This is Dollar Brand (Black Lion)
- 1965: Soweto
- 1968: Confluence (Freedom, [1974]) avec Gato Barbieri - également publié sous l'intitulé Hamba Khale!
- 1969: African Sketchbook
- 1969: African Piano
- 1973: Good News from Africa[7]
- 1973: Memories (West 54 Records LP, West Wind Records CD)
- 1973: African Space Program[8]
- 1973: Fats, Duke and the Monk
- 1973: Ode to Duke Ellington (Philips)
- 1974: Ancient Africa
- 1974: African Breeze (East Wind Records)
- 1975: Confluence (avec Gato Barbieri, alias Hamba Kahle)
- 1976: Banyana – Children of Africa
- 1977: The Journey
- 1977: Streams of Consciousness
- 1978: Anthem for the New Nations
- 1978: Autobiography
- 1979: Echoes from Africa
- 1979: African Marketplace
- 1979: Africa Tears and Laughter
- 1980: Dollar Brand at Montreux[9]
- 1982: African Dawn
- 1983: Ekaya
- 1983: Zimbabwe
- 1985: Water from an Ancient Well[10]
- 1986: The Pilgrim
- 1986: South Africa
- 1988: Mindif
- 1988: Blues for a Hip King
- 1989: African River
- 1989: The Mountain (sélections de titres de deux albums précédents Ekaya et Water From an Ancient Well)
- 1990: No Fear, No Die (Bande originale du film)
- 1991: Mantra Mode
- 1993: Knysna Blue
- 1994: African Sun
- 1995: Yarona
- 1997: Cape Town Flowers
- 1998: Township One More Time
- 1998: African Suite
- 2000: Cape Town Revisited
- 2001: Ekapa Lodumo
- 2002: African Magic[11]
- 2005: A Celebration
- 2008: Senzo
- 2009: Bombella
- 2010: Sotho Blue (& Ekaya)
- 2013: Mukashi: Once Upon a Time[12]
- 2014 : The Song Is My Story
- 2019 : The Balance[3]
- 2019 : Dream Time[3]
- 2021 : Solotude (Gearbox Records)[13]
- 2023 : 3[14]

chez Gearbox records sorti en 2024